# Гаральд Плахтер
Гаральд Плахтер (нім. Harald Plachter, 26 травня 1950, Нюрнберг — 7 травня 2025) — німецький біолог, професор Марбурзького університету.

## Життєпис
До 1976 р. вивчав біологію і хімію в Університеті Ерлангена—Нюрнберга.
Отримавши ступінь доктора зоології, працював керівником відділення в управлянні охорони природи Баварії. Паралельно викладав в університетах Ульму і Ерланґена. В 1987 р. кваліфікувався доктором зоології в університеті Ульму. Від 1990 р. є професором Марбузького університету.
Шість місяців працював за програмою міжнародного розвитку і співробітництва (Graduate School for International Development and Cooperation) в Хіросімському університеті.
Восени 1994 р. відвідав Україну і познайомився українськими вченими в університетах Львова та Івано-Франківська і працівниками Управління охорони природи Львівської області. Був ініціатором і першим керівником Українсько-німецького проекту «Дністер».

## Деякі праці
- Plachter, H., Stachow, U. & Werner, A. Methoden zur naturschutzfachlichen Konkretisierung der «Guten fachlichen Praxis» in der Landwirtschaft. — Naturschutz und Biologische Vielfalt 7: 330 pp.; Bonn (Landwirtschaftsverlag Münster), 2005.
- Flade, M., Plachter, H., Schmidt, R. & Werner, A. Introduction. — in: Flade, M., Plachter, H. Schmidt, R. & Werner, A. (eds.): Nature conservation in agricultural ecosystems.– Wiebelsheim (Quelle & Meyer) (in press), 2005.
- Heidt, E. & Plachter, H. Conservation assessment in agricultural landscapes. — in Flade, M., Plachter, H. Schmidt, R. & Werner, A. (eds.): Nature Conservation in agricultural ecosystems. — Wiebelsheim (Quelle & Meyer) (in press), 2005.